# Phare de Cayo Cachiboca
Le phare de Cayo Cachiboca (en espagnol : Faro de Cayo Cachiboca) est un phare actif situé sur Cayo Cachiboca (ceb) dans l'archipel de Jardines de la Reina, dans la Province de Camagüey, à Cuba.
 

## Description
Ce phare est une tour pyramidale métallique à claire-voie, avec une galerie et une lanterne de 30 m de haut. Il émet, à une hauteur focale de 34 m, un éclat blanc par période de 15 secondes. Sa portée est de 10 milles nautiques (environ 19 km).
Identifiant : ARLHS : CUB-040 ; CU-0826 - Amirauté : J5077 - NGA : 110-13340 .

### Lien connexe
- Liste des phares de Cuba